# Dominacja społeczna
Dominacja społeczna – przewaga danej jednostki, kilku jednostek lub grupy społecznej nad innymi jednostkami lub grupami, odnosząca się przede wszystkim do sfery polityczno-ekonomicznej.
W marksistowskiej teorii struktury społecznej typ stosunków pomiędzy klasą panującą, uprzywilejowaną pod względem ekonomicznym i pod względem dostępu do władzy, a innymi klasami społecznymi.